# Alois Reisacher
Alois Reisacher (* 26. August 1817 in Hall in Tirol; † 21. Februar 1890 in Innsbruck) war ein österreichischer Porträt-, Schlachten-  und Kirchenmaler.

## Leben
Reisacher war der Sohn eines Wachtmeisters bei der Salinen-Direction in Hall. Er studierte seit dem 18. April 1836 an der Königlichen Akademie der Künste in München bei Peter von Cornelius, Friedrich Kaulbach und Julius Schnorr von Carolsfeld. Danach verbrachte er drei Jahre in Italien und studierte 1839 in Venedig. Reisacher setzte sein Studium von 1843 bis 1855 an der Wiener Akademie der bildenden Künste bei Leopold Kupelwieser und Joseph von Führich fort.
Seit 1855 war Reisacher als Zeichenlehrer an der Oberrealschule in Wien IV. tätig, an der er zuvor eine Assistenzstelle innehatte. Zwei Werke von Reisacher gelangten in das Ferdinandeum in Innsbruck, dessen Ordentliches Mitglied er mindestens seit 1875 war. Ab 1886 war er in Innsbruck ansässig.

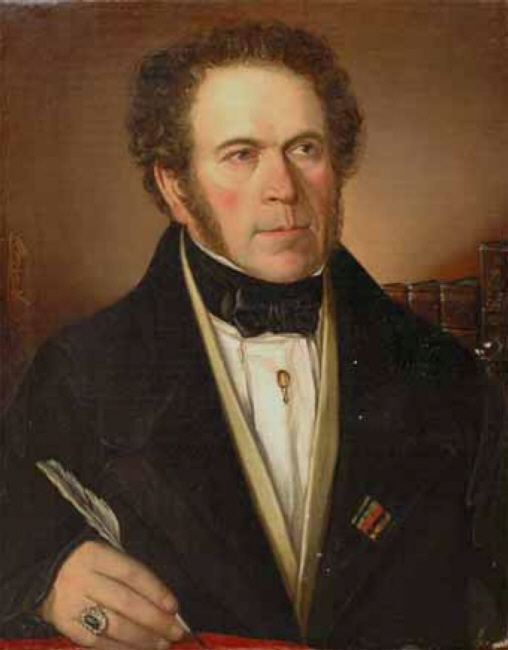
Porträt Friedrich Mitterwurzer

Neben den Porträts schuf Reisacher auch Schlachtenbilder sowie Kirchenbilder, u. a. Altarbilder in der Spitalskapelle in Zell am Ziller (1854), in der Franziskanerkirche in Schwaz, in der Jesuitenkirche in Hall in Tirol und in der Pfarrkirche in Tulfes.
Werke (Auswahl)
- 1848: Gefecht bei Lodron in Südtirol und Gefecht bei Cassaro in Südtirol (Ölskizze) Ferdinandeum
- 1867 Magnaten einem Könige huldigend (Ölgemälde), gilt als sein Hauptwerk.[3]

Ehrungen
- Reisacher war „Ritter des Franz Josef-Ordens“.[4]